# Otto Weigand

Otto Weigand (um 1933)

Otto Weigand (* 25. Februar 1891 in Hellmitzheim; † 12. Oktober 1968 in Forchheim) war ein deutscher Beamter und Abgeordneter.

## Werdegang
Nach Besuch der Volksschule, Realschule und Oberrealschule studierte Weigand an der Landwirtschaftlichen Abteilung der Technischen Hochschule. Während des Ersten Weltkriegs diente er vier Jahre an der Westfront und wurde zweimal verwundet. Nach Kriegsende war er zwei Jahre an der Landwirtschaftsschule in Landau in der Pfalz und von 1922 an im Rang eines Landwirtschaftsrats an der Landwirtschaftsschule und -stelle in Forchheim tätig.
1922 trat er in die NSDAP ein. 1933 wurde er Mitglied des Stadtrats in Forchheim. Außerdem rückte mit der Gleichschaltung des Bayerischen Landtags im April 1933 als Abgeordneter in den Landtag nach und wurde in den Ausschuss für den Staatshaushalt gewählt.